# Pinhòus
Pignols és un municipi francès situat al departament del Puèi Domat i a la regió d'Alvèrnia-Roine-Alps. L'any 2007 tenia 276 habitants.

## Demografia

### Població
El 2007 la població de fet de Pignols era de 276 persones. Hi havia 112 famílies de les quals 32 eren unipersonals (12 homes vivint sols i 20 dones vivint soles), 36 parelles sense fills, 40 parelles amb fills i 4 famílies monoparentals amb fills.
La població ha evolucionat segons el següent gràfic:
Habitants censats

### Habitatges
El 2007 hi havia 146 habitatges, 112 eren l'habitatge principal de la família, 8 eren segones residències i 26 estaven desocupats. 144 eren cases i 1 era un apartament. Dels 112 habitatges principals, 99 estaven ocupats pels seus propietaris, 9 estaven llogats i ocupats pels llogaters i 4 estaven cedits a títol gratuït; 6 tenien dues cambres, 13 en tenien tres, 33 en tenien quatre i 60 en tenien cinc o més. 73 habitatges disposaven pel capbaix d'una plaça de pàrquing. A 47 habitatges hi havia un automòbil i a 58 n'hi havia dos o més.

### Piràmide de població
La piràmide de població per edats i sexe el 2009 era:
| Homes | Edats   | Dones |
| ----- | ------- | ----- |
| 0     | 95 o +  | 0     |
| 0     | 90 a 94 | 0     |
| 0     | 85 a 89 | 0     |
| 0     | 80 a 84 | 4     |
| 4     | 75 a 79 | 4     |
| 4     | 70 a 74 | 4     |
| 4     | 65 a 69 | 8     |
| 4     | 60 a 64 | 4     |
| 8     | 55 a 59 | 4     |
| 8     | 50 a 54 | 0     |
| 12    | 45 a 49 | 24    |
| 16    | 40 a 44 | 4     |
| 16    | 35 a 39 | 8     |
| 0     | 30 a 34 | 8     |
| 4     | 25 a 29 | 4     |
| 8     | 20 a 24 | 0     |
| 8     | 15 a 19 | 4     |
| 8     | 10 a 14 | 8     |
| 8     | 5 a 9   | 4     |
| 12    | 0 a 4   | 0     |

## Economia
El 2007 la població en edat de treballar era de 187 persones, 142 eren actives i 45 eren inactives. De les 142 persones actives 129 estaven ocupades (73 homes i 56 dones) i 13 estaven aturades (8 homes i 5 dones). De les 45 persones inactives 20 estaven jubilades, 16 estaven estudiant i 9 estaven classificades com a «altres inactius».

### Ingressos
El 2009 a Pignols hi havia 119 unitats fiscals que integraven 287 persones, la mediana anual d'ingressos fiscals per persona era de 19.638 €.

### Activitats econòmiques
Dels 6 establiments que hi havia el 2007, 1 era d'una empresa de fabricació d'altres productes industrials, 3 d'empreses de construcció i 2 d'empreses de comerç i reparació d'automòbils.
Dels 2 establiments de servei als particulars que hi havia el 2009, 1 era una fusteria i 1 empresa de construcció.
L'any 2000 a Pignols hi havia 12 explotacions agrícoles que ocupaven un total de 444 hectàrees.

## Poblacions més properes
El següent diagrama mostra les poblacions més properes.